# Góra Gunnbjørna
Góra Gunnbjørna (duń. Gunnbjørns Fjeld) – najwyższy szczyt Grenlandii, a zarazem Arktyki. Znajduje się w środkowo-wschodniej części wyspy, w odległości ok. 150 km od wschodniego wybrzeża. Jego wysokość wynosi 3694 m n.p.m. Nazwa szczytu pochodzi od imienia norweskiego żeglarza Gunnbjörna Ulfssona. Góra Gunnbjørna oraz szczyty Cone i Dome tworzą najwyższe pasmo Gór Watkinsa i mają postać nunataku: szczytu wznoszącego się nad powierzchnię lodowca.

## Ekspedycje
Po raz pierwszy szczyt został zdobyty 16 sierpnia 1935 roku przez ekspedycję brytyjsko-duńską, w skład której wchodzili m.in. Augustine Cortauld i Laurence Wager.
W maju 2004 roku na szczycie stanęła Marzena Kaczmarska, uczestniczka wyprawy kierowanej przez Espena Nordahla i członek Międzynarodowego Towarzystwa Glacjologicznego. Ekspedycja ta przebadała dokładnie teren i dokonała pomiarów pozostałych 10 szczytów znajdujących się w paśmie Gór Watkinsa.
6 czerwca 2008 szczyt zdobyła pierwsza polska wyprawa („HiFlyer Polar Ice Expedition 2008”) na Gunnbjørn Fjeld złożona z Leszka Cichego – kierownika, Marka Kamińskiego, Tomasza Walkiewicza, Mirosława Polowca i Ryszarda Rusinka.